# Крашићи (Тиват)
Крашићи је насељено мјесто у општини Тиват у Црној Гори. Према попису из 2023. било је 159 становника. Једно од насеља места Кртоли на сјеверној обали полуострва Луштица, залива Бока которска. Налази се, скоро на средини пута Тиват—Кртоли—Росе—Жањиц, 15 km са једне и са друге стране.
То је некада било мало и тихо насеље у брду на обронцима Обосника, удаљено око 2 km од мора. На обали, испод Крашића, налазило се мало рибарско село Францисковићи у које су се, временом, досељавали житељи из Крашића. Средином прошлог века Крашићи су остали без иједног становника, а мештани су Францисковиће почели називати Крашићи, а Крашиће – Горњи Крашићи. Данас, у Горњим Крашићима постоји само активно гробље у оквиру цркве Св. Николе, а Црква Св. Мученика, на самој обали Крашића, је за богослужење.
Данас се Крашићи могу поделити на:
- Старе Крашиће у којима се налази око 30 адаптираних старих камених кућа уз саму обалу мора, који су засебна амбијентална целина и 30 новоизграђених кућа изнад пута.
- Нове Крашиће који су се изградили крајем прошлог века. То је типично летовалиште са преко 200 стамбених објеката, 100 кућа, са ресторанима и сређеним плажама.

У Крашићима стално живи око 151 становника, а током лета број житеља се повећа на преко 3000.

## Демографија
У насељу Крашићи живи 129 пунолетних становника, а просечна старост становништва износи 47,7 година (45,8 код мушкараца и 49,3 код жена). У насељу има 83 домаћинства, а просечан број чланова по домаћинству је 1,82.
Становништво у овом насељу веома је хетерогено, а у последња три пописа, примећен је пораст у броју становника.
|             | \| Демографија[1][2] \| Демографија[1][2] \| Демографија[1][2] \| \| Година \| Становника \| Становника \| \| ----------------- \| ----------------- \| ----------------- \| \| \| \| \| \| \| \| \| \| \| \| \| \| \| \| \| \| 1948. \| 94 \| \| \| 1953. \| 87 \| \| \| 1961. \| 94 \| \| \| 1971. \| 91 \| \| \| 1981. \| 87 \| \| \| 1991. \| 114 \| 110 \| \| 2003. \| 167 \| 151 \| \| 2011. \| \| 130 \| \| 2023. \| \| 159 \| |            |
| Демографија | |            |
| Година      | Становника | Становника |
|             | |            |
|             | |            |
|             | |            |
|             | |            |
| 1948.       | 94 |            |
| 1953.       | 87 |            |
| 1961.       | 94 |            |
| 1971.       | 91 |            |
| 1981.       | 87 |            |
| 1991.       | 114 | 110        |
| 2003.       | 167 | 151        |
| 2011.       | | 130        |
| 2023.       | | 159        |

| Етнички састав према попису из 2003.‍ | Етнички састав према попису из 2003.‍ | Етнички састав према попису из 2003.‍ | Етнички састав према попису из 2003.‍ | Етнички састав према попису из 2003.‍ |
| ------------------------------------ | ------------------------------------ | ------------------------------------ | ------------------------------------ | ------------------------------------ |
|                                      |                                      |                                      |                                      |                                      |
| Црногорци                            | Црногорци                            |                                      | 41                                   | 27,15%                               |
| Срби                                 | Срби                                 |                                      | 37                                   | 24,50%                               |
| Хрвати                               | Хрвати                               |                                      | 31                                   | 20,52%                               |
| Словенци                             | Словенци                             |                                      | 1                                    | 0,66%                                |
| Југословени                          | Југословени                          |                                      | 1                                    | 0,66%                                |
| непознато                            | непознато                            |                                      | 8                                    | 5,29%                                |

| Етнички састав према попису из 2023.‍ | Етнички састав према попису из 2023.‍ | Етнички састав према попису из 2023.‍ | Етнички састав према попису из 2023.‍ | Етнички састав према попису из 2023.‍ |
| ------------------------------------ | ------------------------------------ | ------------------------------------ | ------------------------------------ | ------------------------------------ |
|                                      |                                      |                                      |                                      |                                      |
| Руси                                 | Руси                                 |                                      | 46                                   | 28,93%                               |
| Црногорци                            | Црногорци                            |                                      | 37                                   | 23,27%                               |
| Срби                                 | Срби                                 |                                      | 32                                   | 20,13%                               |
| Хрвати                               | Хрвати                               |                                      | 21                                   | 13,21%                               |
| Остали                               | Остали                               |                                      | 23                                   | 14,47%                               |

| Година пописа     | 1948. | 1953. | 1961. | 1971. | 1981. | 1991. | 2003. |
| ----------------- | ----- | ----- | ----- | ----- | ----- | ----- | ----- |
| Број домаћинстава | 23    | 19    | 23    | 19    | 18    | 43    | 84    |

| Број чланова      | 1  | 2  | 3  | 4 | 5 | 6 | 7 | 8 | 9 | 10 и више | Просек |
| ----------------- | -- | -- | -- | - | - | - | - | - | - | --------- | ------ |
| Број домаћинстава | 83 | 50 | 14 | 7 | 8 | 4 | 0 | 0 | 0 | 0         | 0      |

| Пол    | Укупно | Неожењен/Неудата | Ожењен/Удата | Удовац/Удовица | Разведен/Разведена | Непознато |
| ------ | ------ | ---------------- | ------------ | -------------- | ------------------ | --------- |
| Мушки  | 62     | 17               | 42           | 2              | 1                  | 0         |
| Женски | 75     | 11               | 44           | 19             | 1                  | 0         |
| УКУПНО | 137    | 28               | 86           | 21             | 2                  | 0         |

| Пол    | Укупно                    | Пољопривреда, лов и шумарство | Рибарство                            | Вађење руде и камена | Прерађивачка индустрија       |
| ------ | ------------------------- | ----------------------------- | ------------------------------------ | -------------------- | ----------------------------- |
| Мушки  | 11                        | 0                             | 1                                    | 0                    | 0                             |
| Женски | 8                         | 0                             | 0                                    | 0                    | 0                             |
| УКУПНО | 19                        | 0                             | 1                                    | 0                    | 0                             |
| Пол    | Производња и снабдевање   | Грађевинарство                | Трговина                             | Хотели и ресторани   | Саобраћај, складиштење и везе |
| Мушки  | 1                         | 0                             | 1                                    | 2                    | 3                             |
| Женски | 0                         | 0                             | 3                                    | 0                    | 1                             |
| УКУПНО | 1                         | 0                             | 4                                    | 2                    | 4                             |
| Пол    | Финансијско посредовање   | Некретнине                    | Државна управа и одбрана             | Образовање           | Здравствени и социјални рад   |
| Мушки  | 0                         | 0                             | 2                                    | 0                    | 1                             |
| Женски | 0                         | 0                             | 1                                    | 1                    | 2                             |
| УКУПНО | 0                         | 0                             | 3                                    | 1                    | 3                             |
| Пол    | Остале услужне активности | Приватна домаћинства          | Екстериторијалне организације и тела | Непознато            | Непознато                     |
| Мушки  | 0                         | 0                             | 0                                    | 0                    | 0                             |
| Женски | 0                         | 0                             | 0                                    | 0                    | 0                             |
| УКУПНО | 0                         | 0                             | 0                                    | 0                    | 0                             |